# توماس سمارت
توماس سمارت (بالإنجليزية: Thomas Smart)‏ هو طبيب وسياسي أسترالي، ولد في 1816، وتوفي في 26 مارس 1896.